# Grüne Beifuß-Erdeule
Die Grüne Beifuß-Erdeule (Actebia praecox), auch Flugsand-Kräuterflur-Erdeule, Grünliche Erdeule oder Grüne Erdeule genannt, ist ein Schmetterling (Nachtfalter) aus der Familie der Eulenfalter (Noctuidae).

## Merkmale
Die Flügelspannweite der Falter beträgt 40 bis 48 Millimeter. Auffallend sind die schmalen Vorderflügel, die meist grünspanig bis graugrün oder hellgrün gefärbt sind und weißliche Einmischungen haben. Die Querlinien sind dunkel gehalten und stark gezackt. Ring- und Nierenmakel sind deutlich hervortretend, weißlich umrandet und teilweise dunkel gefüllt. Sehr markant ist die verbreiterte rotbraune äußere Wellenlinie, die an der Costa jedoch hellgrün ist. Aufgrund der charakteristischen Zeichnung ist die Art unverwechselbar. Die Hinterflügel sind zeichnungslos dunkelbraun.
Die Raupe ist hellgrau, oder grünlich gefärbt, hat einen dunkel eingefassten gelblichen Rückenstreifen mit daneben liegenden auffälligen, ornamentartigen, hellen Zeichnungen sowie gelbe Nebenrückenlinien und einen breiten, weißen Seitenstreifen. Die sehr schlanke Puppe ist glänzend rotbraun und besitzt einen langen Dorn am Kremaster.

## Geographische Verbreitung und Lebensraum
Die Art kommt in Europa und weiter in Richtung Osten über Sibirien, Zentralasien, die Mongolei bis nach China, Korea, den Russischen Fernen Osten (Kamtschatka, Sachalin und den Kurilen) bis nach Japan vor. Die nördliche Verbreitung reicht in Europa bis Schottland, dem mittleren Skandinavien und Mittelfinnland. Im Süden reicht das Verbreitungsgebiet bis zu den Pyrenäen, Norditalien und auf der Balkanhalbinsel bis nach Nordgriechenland sowie bis in die Nordtürkei. Sie fehlt auf den Mittelmeerinseln. Die Grüne Beifuß-Erdeule ist fast ausschließlich auf sandigem Gelände anzutreffen, beispielsweise in Dünengebieten, sandigen Feldern, Uferregionen und Sandheiden.

## Lebensweise
Die Grüne Beifuß-Erdeule bildet eine Generation pro Jahr. Die überwiegend nachtaktiven Falter fliegen von Juli bis September und kommen an künstliche Lichtquellen. Sie besuchen Blüten und kommen an den Köder. Die polyphagen Raupen sind ab September an vielen krautigen Pflanzen zu finden, wo sie wegen ihrer auffälligen Färbung leicht entdeckt werden können. Eine Auswahl der Nahrungspflanzen beinhaltet:
- Feld-Beifuß (Artemisia campestris)
- Kriech-Weide (Salix repens)
- Gewöhnliche Vogelmiere (Stellaria media)
- Wildes Stiefmütterchen (Viola tricolor)
- Hornkräuter (Cerastium)
- Hornklee (Lotus)

Gelegentlich traten die Raupen schädlich an Gemüsespargel (Asparagus officinalis) auf, weshalb sie in der Literatur als Spargelschädling geführt werden. Sie gelten außerdem als Mordraupen, d. h., sie greifen sowohl in der Natur, insbesondere aber bei der Zucht unter beengten räumlichen Verhältnissen, die Raupen anderer Arten, gelegentlich sogar Artgenossen an und saugen sie aus. Dieses Verhalten ist beispielsweise auch von den Raupen der Trapezeule (Cosmia trapezina) bekannt. Am Tage graben sich die Raupen der Grünen Beifuß-Erdeule im lockeren Sandboden ein und fressen nachts. Sie überwintern und verpuppen sich im Juni in einer Höhle in der Erde.

## Gefährdung
Die Art kommt in Deutschland bevorzugt in Küstenregionen vor, ist in einigen Gebieten aber verschollen und wird auf der Roten Liste gefährdeter Arten in Kategorie 2 (stark gefährdet) eingestuft. In Baden-Württemberg wird sie als ausgestorben eingestuft.